# Roggenburg
Roggenburg (francouzsky Roggenbourg) je obec ve švýcarském kantonu Basilej-venkov. Žije zde 276 obyvatel.

## Geografie

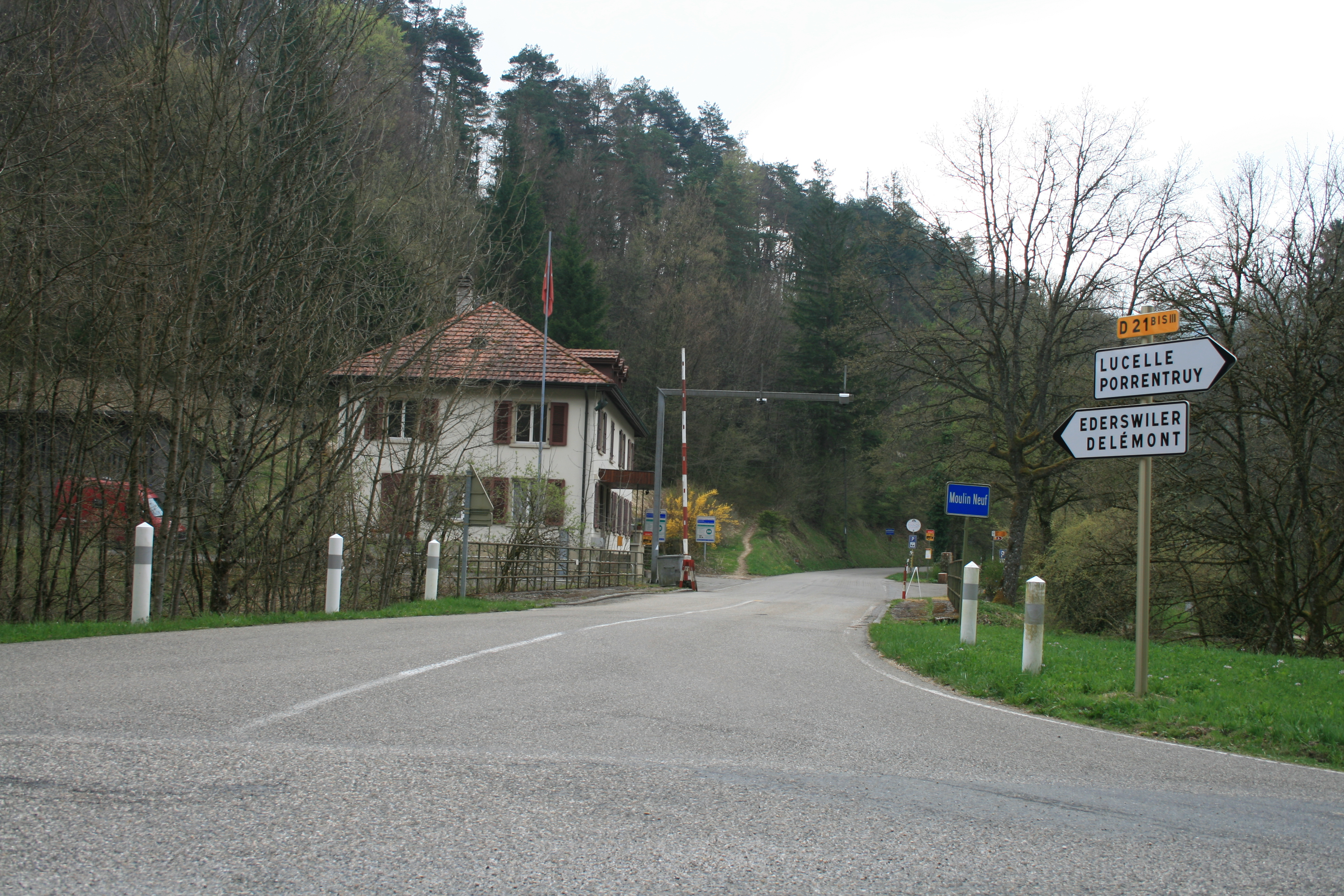
Osada Moulin Neuf

Roggenburg, nejzápadnější obec kantonu, leží v nadmořské výšce 566 m a vzdušnou čarou 8 km severně od Delémontu, hlavního města kantonu Jura. Zemědělská obec leží na severním svahu nad údolím řeky Lützel v kopcovité krajině severního Jury.
Území obce o rozloze 6,7 km² pokrývá část záhybů severního Jury. Severní hranice kopíruje po celé délce řeku Lützel, která zároveň tvoří státní hranici mezi Švýcarskem a Francií. Od údolí Lützel se území obce rozprostírá jižním směrem až k vrcholu Rieji (693 m n. m.), který je místní horou obce, a k nejvyššímu bodu obce Hasenschell (855 m n. m.). Západní hranici tvoří potok Bösenbach. Území Roggenburgu odvodňuje na východě směrem k Birs řeka Lützel. V roce 1997 byla 3 % území obce pokryta zastavěnou plochou, 47 % lesy a lesními porosty a 50 % zemědělskými plochami.
K Roggenburgu patří vesnice Sägemühle (491 m n. m., v údolí Lützlu) a osada Neumühle (francouzsky Moulin-Neuf) východně od Bösenbachu a četné jednotlivé zemědělské usedlosti. Roggenburg je fakticky exklávou kantonu Basilej-venkov a se zbytkem kantonu je spojen pouze jedním bodem. Sousedními obcemi Roggenburgu jsou Pleigne, Ederswiler, Movelier a Soyhières v kantonu Jura, Kleinlützel v kantonu Solothurn a Kiffis ve Francii.

## Historie
V obci byly nalezeny zbytky římské strážní věže a mince z římské doby. První zmínka o obci pochází z roku 1207 jako Rokinberc. Název je odvozen od latinského slova rogus (ohniště, hromada dřeva). Roggenburg patřil hrabatům z Thiersteinu a v roce 1454 přešel pod knížecí biskupství Basilej. V letech 1793-1815 patřil Francii a zpočátku byl součástí départementu Mont-Terrible, od roku 1800 byl součástí départementu Haut-Rhin. Na základě rozhodnutí Vídeňského kongresu se obec v roce 1815 stala součástí okresu Delémont v kantonu Bern.

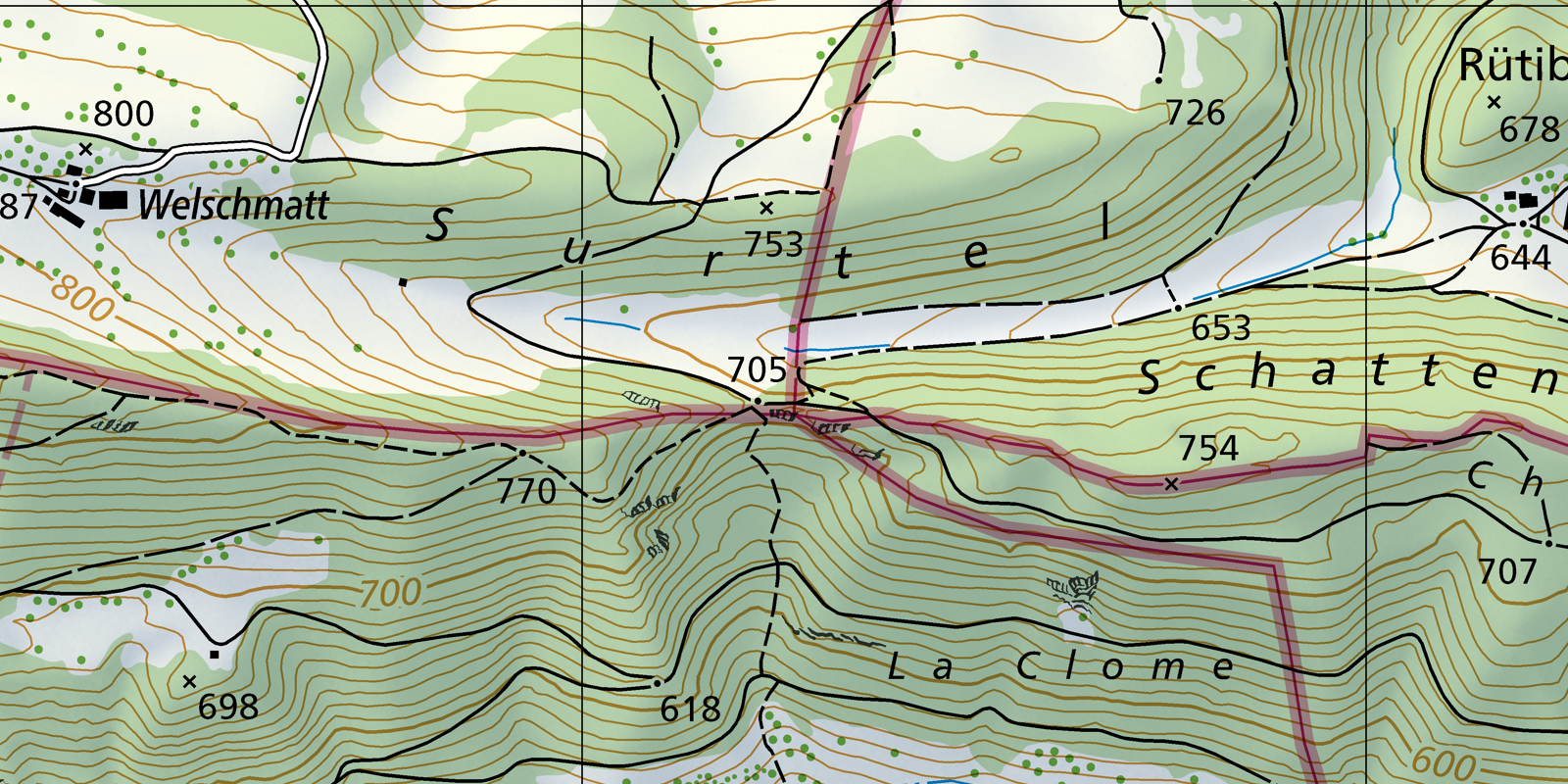
Kantonální trojmezí a hraniční bod Roggenburgu (na severozápadě) se zbytkem kantonu Basilej-venkov (na jihovýchodě) mezi kantony Jura (na jihozápadě) a Solothurn (na severovýchodě)

Jako německy mluvící obec hlasoval Roggenburg v prvních dvou jurských plebiscitech v letech 1974 a 1975 proti vytvoření kantonu Jura. Vzhledem k tomu, že Roggenburg byl hraniční obcí v okrese Delémont, dostal na rozdíl od sousední obce Ederswiler možnost zúčastnit se třetího jurského plebiscitu. Voliči se 7. září 1975 vyslovili pro setrvání obce v kantonu Bern a v roce 1976 se obec připojila k okresu Laufen, který byl od vzniku kantonu Jura 1. ledna 1979 exklávou Bernu. Roggenburg se vyslovil pro setrvání v rámci kantonu Bern také v referendech o připojení Laufentalu ke kantonu Basilej-venkov v letech 1983 a 1989, ale ve druhém referendu byl těsně přehlasován zbytkem okresu. Během procesu převodu v roce 1992 Roggenburg opět požadoval, aby zůstal součástí kantonu Bern. Protože však způsoby připojení neumožňovaly právo jednotlivých obcí na sebeurčení, došlo k převodu do kantonu Basilej-venkov k 1. lednu 1994.

## Obyvatelstvo
| Vývoj počtu obyvatel | Vývoj počtu obyvatel | Vývoj počtu obyvatel | Vývoj počtu obyvatel | Vývoj počtu obyvatel | Vývoj počtu obyvatel | Vývoj počtu obyvatel | Vývoj počtu obyvatel | Vývoj počtu obyvatel | Vývoj počtu obyvatel | Vývoj počtu obyvatel | Vývoj počtu obyvatel |
| -------------------- | -------------------- | -------------------- | -------------------- | -------------------- | -------------------- | -------------------- | -------------------- | -------------------- | -------------------- | -------------------- | -------------------- |
| Rok                  | 1770                 | 1850                 | 1870                 | 1900                 | 1930                 | 1950                 | 1960                 | 1970                 | 1980                 | 1990                 | 2000                 |
| Počet obyvatel       | 223                  | 412                  | 352                  | 275                  | 231                  | 254                  | 260                  | 232                  | 191                  | 209                  | 235                  |

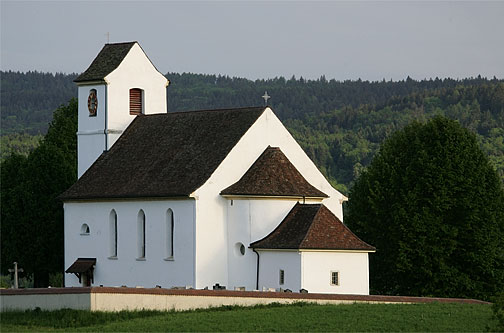
Kostel sv. Martina v Roggenburgu

Z celkového počtu obyvatel je 94,0 % německy mluvících, 3,0 % francouzsky mluvících a 0,4 % italsky mluvících (k roku 2000).

## Hospodářství
V obci stále převažuje zemědělství. Mimo zemědělství je v obci jen několik pracovních míst. Mnoho zaměstnanců (více než 60 %) proto dojíždí za prací. V Roggenburgu se každoročně konají mezinárodní motokrosové závody.

## Doprava
Obec se nachází mimo hlavní dopravní tepny. Hlavní přístup je ze silnice vedoucí údolím Lützel, která vede přes francouzské území; jde však o mezinárodní silnici bez celních kontrol. Mezi Lucelle a Kleinlützelem, kde Lützel tvoří hranici mezi Francií a Švýcarskem, vede podél řeky hlavní francouzská silnice se statusem mezinárodní cesty. Silnice několikrát překračuje řeku Lützel bez celních zařízení; na křižovatkách jsou pouze celní stanoviště. Roggenburg je napojen na veřejnou dopravu, a to jednak poštovním autobusem z Laufenu, jednak z Delémontu přes Movelier.